# Walentina Illarionowna Talysina

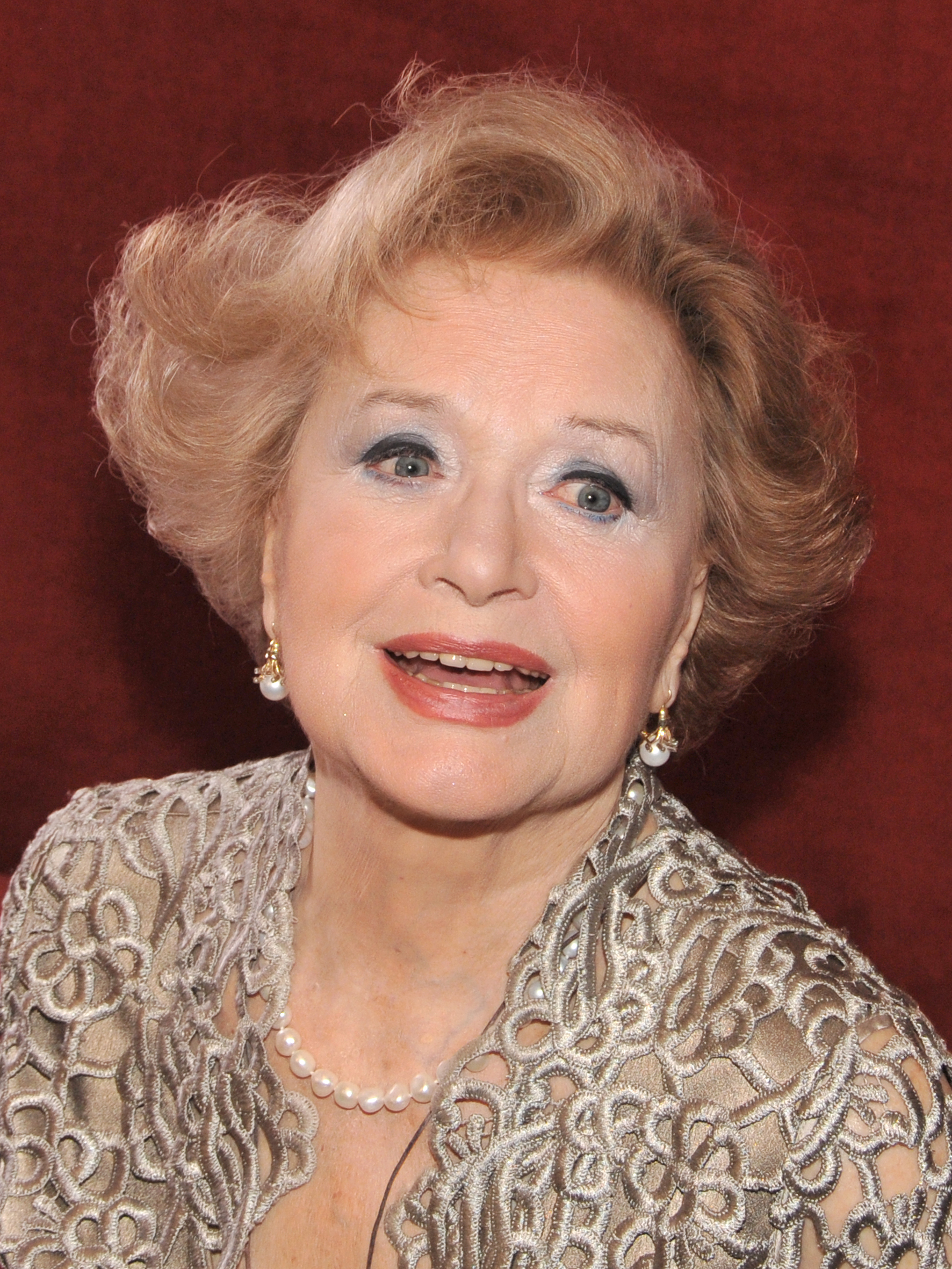
Walentina Talysina, 2020

Walentina Illarionowna Talysina (russisch Валентина Илларионовна Талызина, wiss. Transliteration Valentina Illarionovna Talyzina; * 22. Januar 1935 in Omsk, Sowjetunion; † 21. Juni 2025 in Moskau, Russland) war eine sowjetische bzw. russische Theater- und Filmschauspielerin sowie Synchronsprecherin.

## Leben
Talysina machte im Jahr 1958 ihren Abschluss am Staatlichen Institut für Theaterkunst. Sie spielte in zahlreichen sowjetischen und russischen Filmen mit. Ihr Filmdebüt gab sie 1963 mit der Rolle der Inna im Kriminalfilm Der Mann, der zweifelt.  Sie war auch Synchronsprecherin in der 3-teiligen Zeichentrickserie Drei aus Prostokwaschino und synchronisierte die polnische Schauspielerin Barbara Brylska 1975 im sowjetischen Kultfilm Ironie des Schicksals. 1985 wurde sie zur Volkskünstlerin der RSFSR ernannt.
Sie hatte die Tochter Xenija Chairowa von ihrem ersten Ehemann sowie Enkelkinder, darunter die Schauspielerin Anastassija Talysina. Walentina Talysina starb am 21. Juni 2025 im Alter von 90 Jahren in Moskau.

## Filmografie (Auswahl)
- 1968: Der Weg zum Saturn (1967: Put w Saturn bei Mosfilm)[2]
- 1972: Schwarzer Zwieback
- 1972: Die Zauberringe (Kolza Almansora)
- 1972: Übersetzung aus dem Englischen (Perewod s angliskogo)
- 1973: Die Alten, diese Räuber (Stariki-rasboiniki)
- 1973: Die große Pause (Bolschaja peremena)
- 1975: Ironie des Schicksals (Ironija sudby, ili s legkim parom!)
- 1976: Wenn die Berge locken (Poka stojat gory …)
- 1978: Rückkopplung (Obratnaja swjas)
- 1979: Urlaub im Frühling (Wessennjaja putjowka)
- 1979: Die Heirat (Schenitba)
- 1980: Abendliches Labyrinth (Wetscherni labirint)
- 1981: Agonia - Rasputin, Gott und Satan (Agonija)
- 1986: Am Sankt-Nimmerleinstag (Posle doschditschka w tschetwerg)
- 1987: Die Nichtprofessionellen (Neprofessionaly)
- 2010: Dostojewski